# Notoniscus chiltoni
Notoniscus chiltoni là một loài chân đều trong họ Styloniscidae. Loài này được Green miêu tả khoa học năm 1971.